# Beinhaus (Dietwil)

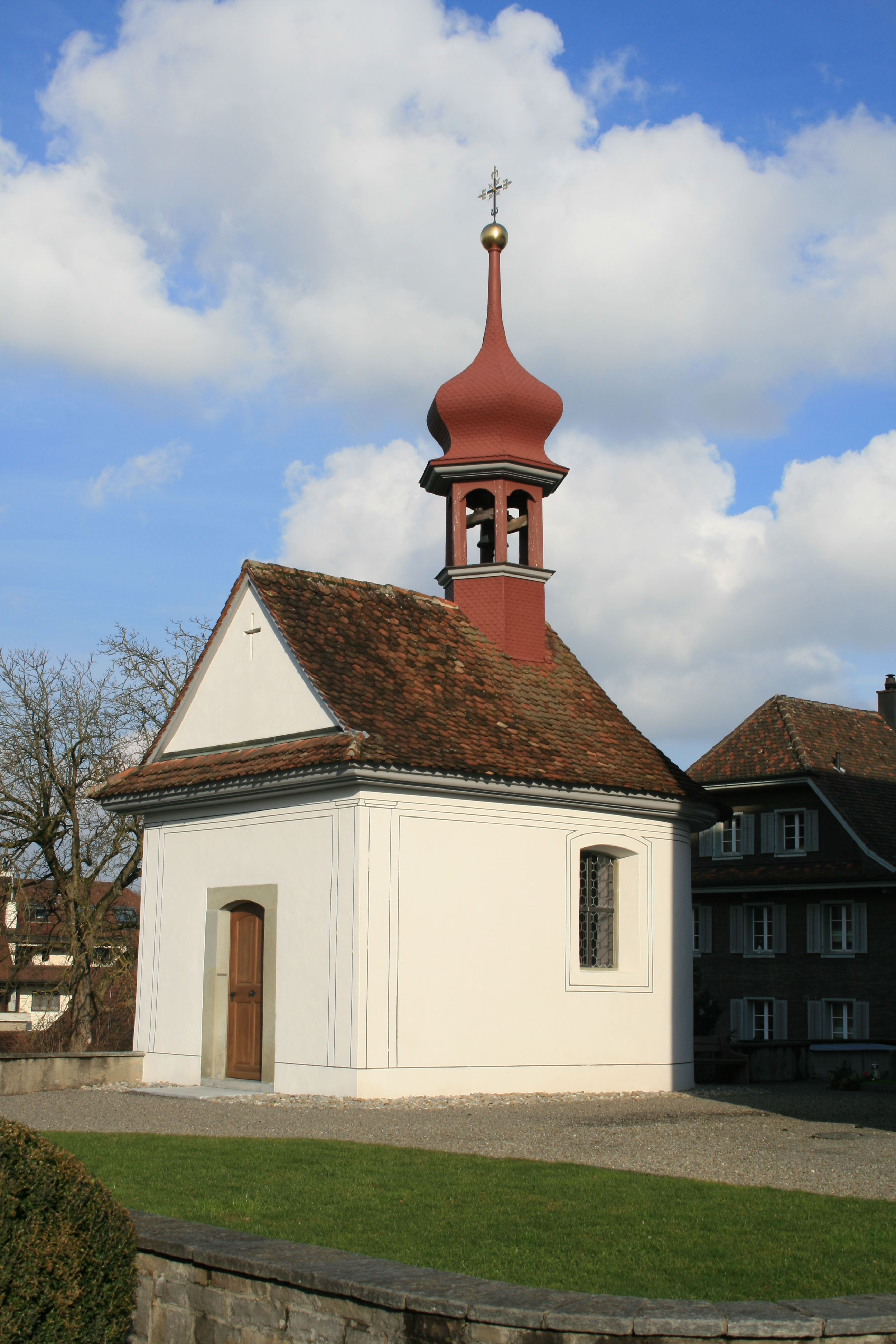
Beinhaus

Das Beinhaus ist ein denkmalgeschütztes Gebäude in Dietwil im Kanton Aargau. Die kleine Friedhofskapelle ist Antonius von Padua geweiht. Sie steht nördlich der Pfarrkirche St. Jakobus Major und St. Barbara; mit ihr und mit dem Pfarrhaus bildet sie eine historische, von einer Mauer umschlossene Gebäudegruppe.
Beim Neubau der Pfarrkirche wurde die bereits bestehende Kapelle abgerissen und 1780 neu erbaut. Es handelt sich um einen schlichten Würfelbau mit korbrund schliessender Apsis, gedeckt von einem hohen Satteldach mit zwiebelförmiger Laterne. Der kleine Altar ist in einem handwerklich-ländlichen Stil dem Hochaltar der Pfarrkirche nachempfunden. Das volkskunsthafte Altarbild zeigt Antonius von Padua mit Jesuskind. Die flankierenden Statuen stellen die Heiligen Rochus und Silvester dar.